# Brama dussumieri
Brama dussumieri är en fiskart som beskrevs av Cuvier, 1831. Brama dussumieri ingår i släktet Brama och familjen havsbraxenfiskar. IUCN kategoriserar arten globalt som livskraftig. Inga underarter finns listade.